# Samuel Alexander Kinnier Wilson
Samuel Alexander Kinnier Wilson (Cedarville, 6 dicembre 1878 – Londra, 12 maggio 1937) è stato un neurologo britannico. Fu il primo a descrivere la malattia eponima.

## Biografia
Dopo la morte del padre, quando aveva 5 anni, si trasferì a Edimburgo dove frequentò l'università, laureandosi nel 1902. Successivamente continuò i suoi studi a Parigi e a Londra.

## Attività scientifica
Ha scoperto la Malattia di Wilson che porta appunto il suo nome.